# Budynek przy ul. Podmurnej 1/3 w Toruniu
Budynek przy ul. Podmurnej 1/3 w Toruniu – jeden z najstarszych spichlerzy w Toruniu, pochodzący z przełomu XIII i XIV wieku. W XIX i XX w. służył on do celów mieszkalnych, a po II wojnie światowej ulokowano tu warsztat elektryczny. Do 2020 roku była siedzibą instytucji kulturalnej Dom Muz.